# Alexander Rabensteiner
Pour les articles homonymes, voir Rabensteiner.
Alexander Rabensteiner est un athlète italien né le 21 septembre 1975. Spécialiste de l'ultra-trail, il a notamment remporté la Mozart 100 en 2017.

## Résultats
| no  | masculin           | Course     | Longueur | Départ       | Temps            |
| --- | ------------------ | ---------- | -------- | ------------ | ---------------- |
| 1er | Médaille d'or      | Mozart 100 | 105 km   | 17 juin 2017 | 10 h 26 min 53 s |
| 3e  | Médaille de bronze | Mozart 100 | 105 km   | 16 juin 2018 | 10 h 32 min 44 s |